# Lidoriki
Lidoriki  este un oraș în Grecia în prefectura Focida.